# Jordan Hill

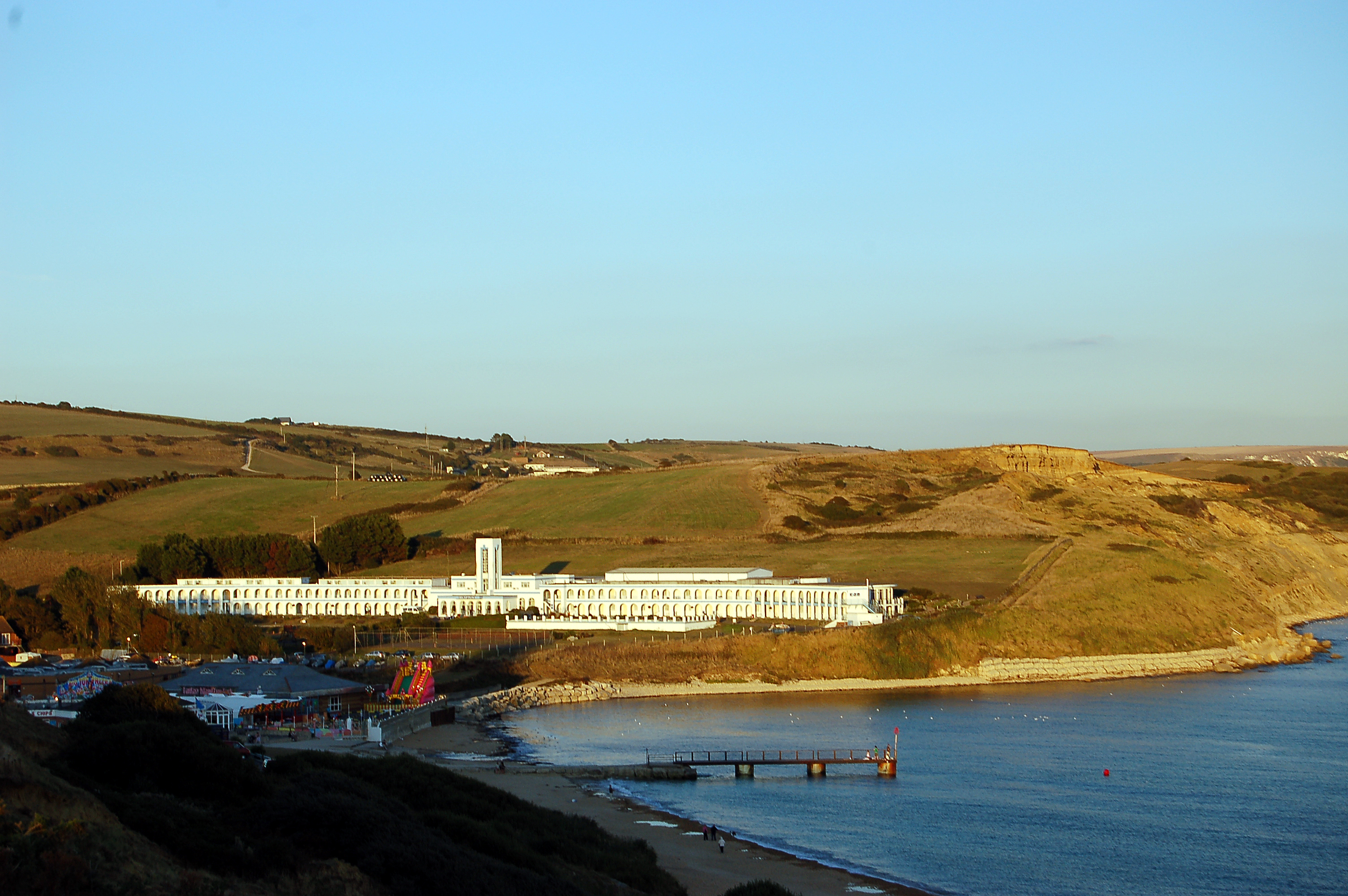
Pohled na pláž Bowleaze Cove z kopce Jordan Hill.

Jordan Hill, nevysoký kopec s vrcholem v nadmořské výšce 50 m, se nachází v hrabství Dorset v jihozápadní Anglii. Leží poblíž mořského pobřeží nedaleko vesnice Preston, na východ od přímořského města Weymouth. Na jihu se kopec svažuje k útesu Furzy Cliff, na východě se nachází pláž Bowleaze Cove a postava bílého koně na svahu kopce Osmington Hill je z něj vidět při pohledu na sever.

## Římsko-keltský chrám

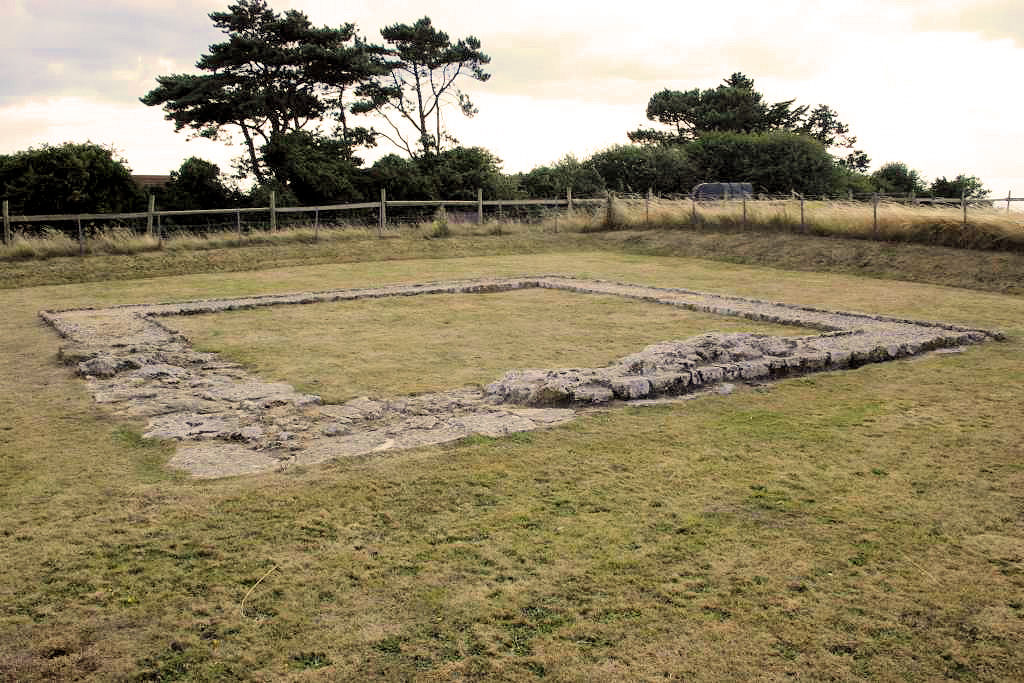
Pohled na pozůstatky římského chrámu Jordan Hill

Na kopci byly objeveny pozůstatky římsko-keltského chrámu, známého jako Jordan Hill. Časově spadá do doby končící římské okupace, kdy přicházely změny hospodářské i společenské. Chrám byl malý, typu tehdy běžného v římské Británii, s čtvercovým půdorysem. Vstupovalo se do něj pravděpodobně z jižní strany.

### Poklad nalezený poblíž
Poklad s více než 4 tisíci bronzových mincí nalezený poblíž kopce Jordan Hill v roce 1928 mohl vzniknout nahromaděním obětin, které tato svatyně v průběhu mnohaleté existence obdržela.

## Správa lokality
Lokalitu Jordan Hill nyní spravuje britská kulturní nezisková organizace English Heritage v oploceném, ale přístupném areálu. Vstup zdarma. Psi byli v roce 2019 vítáni, drony zakázány.

## Ohlas v kultuře

### Obraz v Národní galerii
V letech 1816–1817 anglický krajinář John Constable na svatební cestě namaloval obraz Weymouth Bay: Bowleaze Cove a Jordan Hill; jde o pohled z pláže k západu. Obraz nyní visí v Národní galerii v Londýně.